# Cosoba
Cosoba – wieś w Rumunii, w okręgu Giurgiu, w gminie Cosoba. W 2011 roku liczyła 2611 mieszkańców.